# Franz Xaver von Spitzemberg

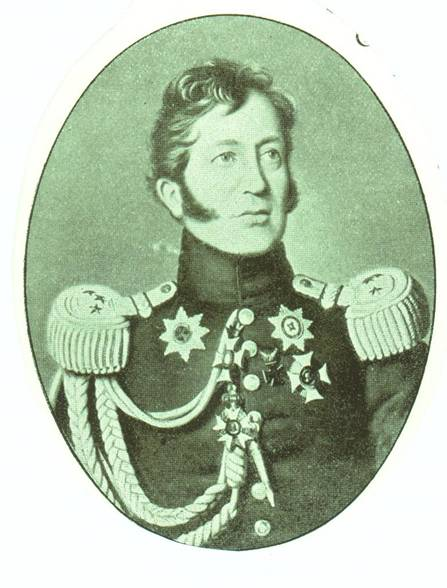
Franz Xaver von Spitzemberg

Louis François Xavier Antoine Freiherr von Spitzemberg (* 21. Juli 1781 in Saint-Dié-des-Vosges; † 30. Mai 1864 in Stuttgart) war ein königlich württembergischer Oberst-Kammerherr, Generalleutnant und Hofjägermeister.

## Leben

### Herkunft
Louis François Xavier Antoine wurde als Sohn des lothringischen Offiziers Louis-Charles Toussaint Hugo de Spitzemberg (1736–1793), Major in Diensten des Großherzogs von Toskana, und seiner Ehefrau Anne Marie Catherine de Bazelaire de Lesseux (1744–1820), geboren.

### Karriere
Von Spitzemberg schlug eine Offizierslaufbahn in der Württembergischen Armee ein und war in dessen Verlauf vom 23. Oktober 1812 bis zum 26. Februar 1813 Kommandeur des Regiments Kronprinz-Dragoner. Dann wurde er als Brigadier Kommandeur des 7. Infanterie-Regiments.

### Familie
Am 24. Oktober 1823 heiratete er Elisabeth Freiin von Massenbach. Sie hatten zusammen vier Söhne:
- Wilhelm (1825–1888), königlicher Kammerherr und General ⚭ Marie Freiin von Herman auf Wain
  - Amélie Freiin Hugo von Spitzemberg ⚭ General Franz von Soden
- Karl (1826–1880), Kammerherr und Staatsrat ⚭ Hildegard Freiin von Varnbüler
  - Lothar Freiherr Hugo von Spitzemberg (1868–1930), Kammerherr und preußischer Landrat
  - Johanna Freiin von Spitzemberg (1877–1960) ⚭ Hans von Wangenheim, Diplomat
- Alfred (1830–1848)
- Franz (1841–1871), Premierleutnant

Er erhielt am 4. Dezember 1833 in Stuttgart die württembergische Anerkennung des Adels- und Freiherrnstandes.

## Ehrenbürger
- 1822 wurde Franz Xaver Ehrenbürger der Stadt Cannstatt bei Stuttgart.
- 1843 erhielten auch seine Frau mitsamt den vier Söhnen ebenfalls die Auszeichnung als Ehrenbürger Cannstatts.